# 長者原温泉
長者原温泉（ちょうじゃばるおんせん）は、大分県玖珠郡九重町長者原（旧国豊後国）にある温泉。
九重九湯の1つである。また、雑誌ガイドブック等での紹介のされ方によっては長者原温泉郷として紹介されている。温泉郷として紹介されるときは、近隣の星生温泉、牧の戸温泉、寒の地獄温泉を含む。2024年より九重・飯田高原観光協会の提唱により瀬の本から馬子草温泉あたりまでを入れて「くじゅう連山温泉郷」と呼ぶようになった。

## 泉質
- 炭酸水素塩泉
- 単純硫化水素泉
  - 源泉温度42℃

## 温泉街
やまなみハイウェイの途中の飯田高原（はんだこうげん）に温泉街が広がる。
10軒の旅館が存在する。日帰り入浴施設は長者原ヘルスセンター、星生温泉「山恵の湯」、法華院温泉山荘、法華院温泉山荘高原テラス、スターダストヴィレッジ星生「美しの湯」などがある。
九重山への登山口もある。

## アクセス
- 鉄道：久大本線豊後中村駅よりバスで約40分。